# Brentwood (district)
Pour les articles homonymes, voir Brentwood.
Brentwood est un district non métropolitain de l'Essex, en Angleterre.
Il porte le nom de sa principale ville, Brentwood. Il a été créé en 1974 et est issu de la fusion du district urbain de Brentwood, d'une partie du district rural d'Epping and Ongar et d'une partie du district rural de Chelmsford. Il a reçu le statut de borough en 1993.

## Source
- (en) Cet article est partiellement ou en totalité issu de l’article de Wikipédia en anglais intitulé « Borough of Brentwood » (voir la liste des auteurs).